# Li Shaotang
Li Shaotang (李紹唐T, 李绍唐S, Lǐ Shàotáng P; 30 giugno 1914 – ...) è stato un cestista cinese.

## Carriera
Con la Repubblica di Cina ha disputato i Giochi olimpici di Berlino 1936.